# Lefitz

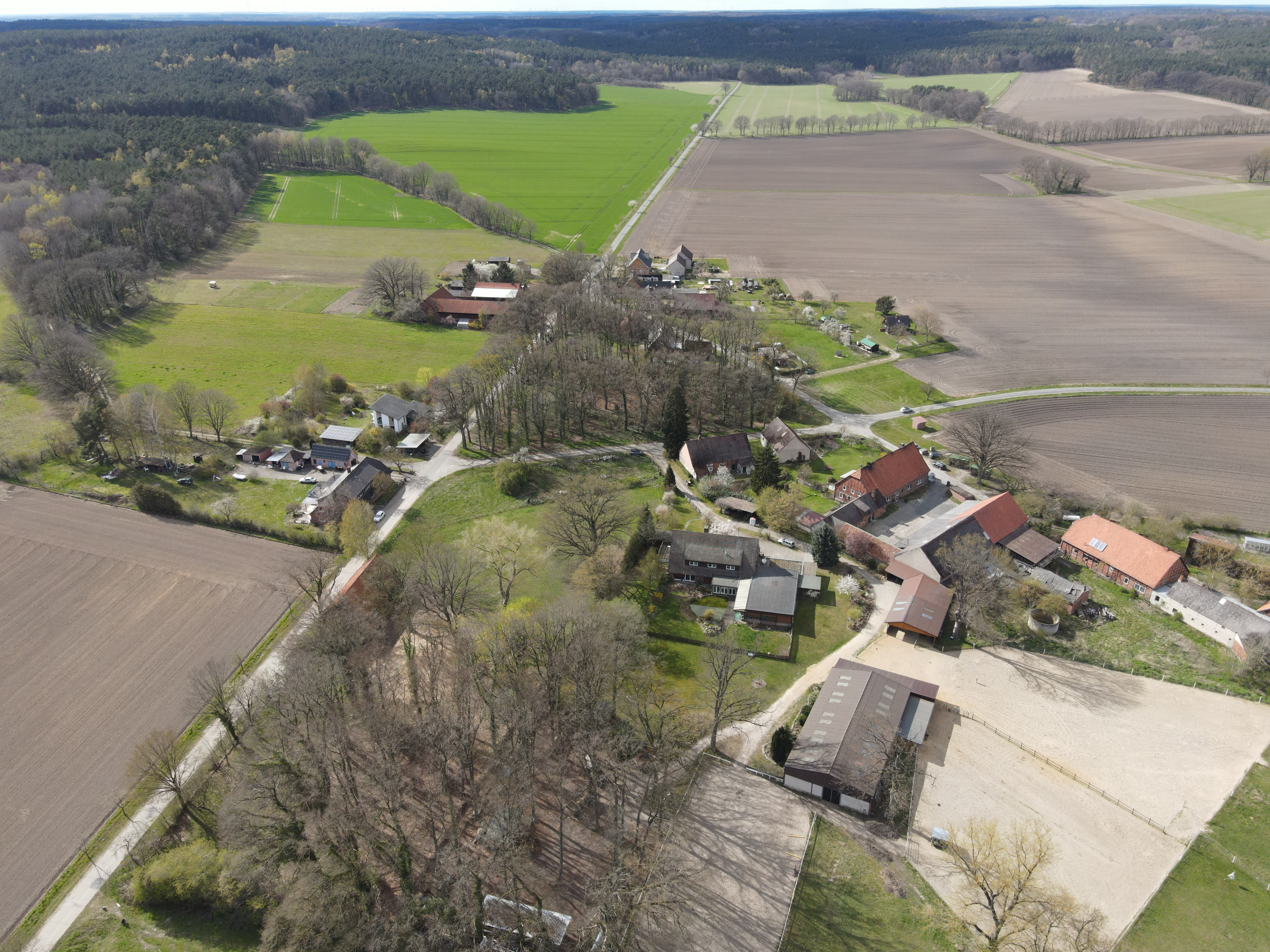
Lefitz im April 2021 von Osten

Lefitz ist ein Ortsteil der Gemeinde Clenze im niedersächsischen Landkreis Lüchow-Dannenberg. 
Das Dorf liegt nordwestlich vom Kernbereich von Clenze zwischen der nördlich verlaufenden B 493 und der B 71. Nördlich und östlich von Lefitz entspringen die Quellbäche des Clenzer Baches.

## Geschichte
Lefitz war ursprünglich eine Gemeinde im Kreis Lüchow und wurde 1929 in die Gemeinde Corvin eingegliedert, die ihrerseits am 1. Juli 1972 Teil der Gemeinde Clenze wurde.
Während der Nazizeit wurde im Ort vom Juni 1944 bis zum Mai 1945 die Ausländerkinder-Pflegestätte Leifitz betrieben. Hier wurden kleine Kinder interniert, die man zuvor „fremdvölkischen“ Zwangsarbeiterinnen entzogen hatte, die auf Bauernhöfen in der Umgebung arbeiten mussten. Mindestens neun Kinder kam auf Grund mangelnder Fürsorge und zu wenig Nahrung ums Leben.